# Kattumannarkoil
Kattumannarkoil là một thị xã panchayat của quận Cuddalore thuộc bang Tamil Nadu, Ấn Độ.

## Nhân khẩu
Theo điều tra dân số năm 2001 của Ấn Độ, Kattumannarkoil có dân số 22.683 người. Phái nam chiếm 51% tổng số dân và phái nữ chiếm 49%. Kattumannarkoil có tỷ lệ 76% biết đọc biết viết, cao hơn tỷ lệ trung bình toàn quốc là 59,5%: tỷ lệ cho phái nam là 82%, và tỷ lệ cho phái nữ là 71%. Tại Kattumannarkoil, 11% dân số nhỏ hơn 6 tuổi.